# Emerson (Georgia)
Emerson è una città degli Stati Uniti d'America, situata in Georgia, nella Contea di Bartow.